# Department für Gerichtliche Medizin Wien

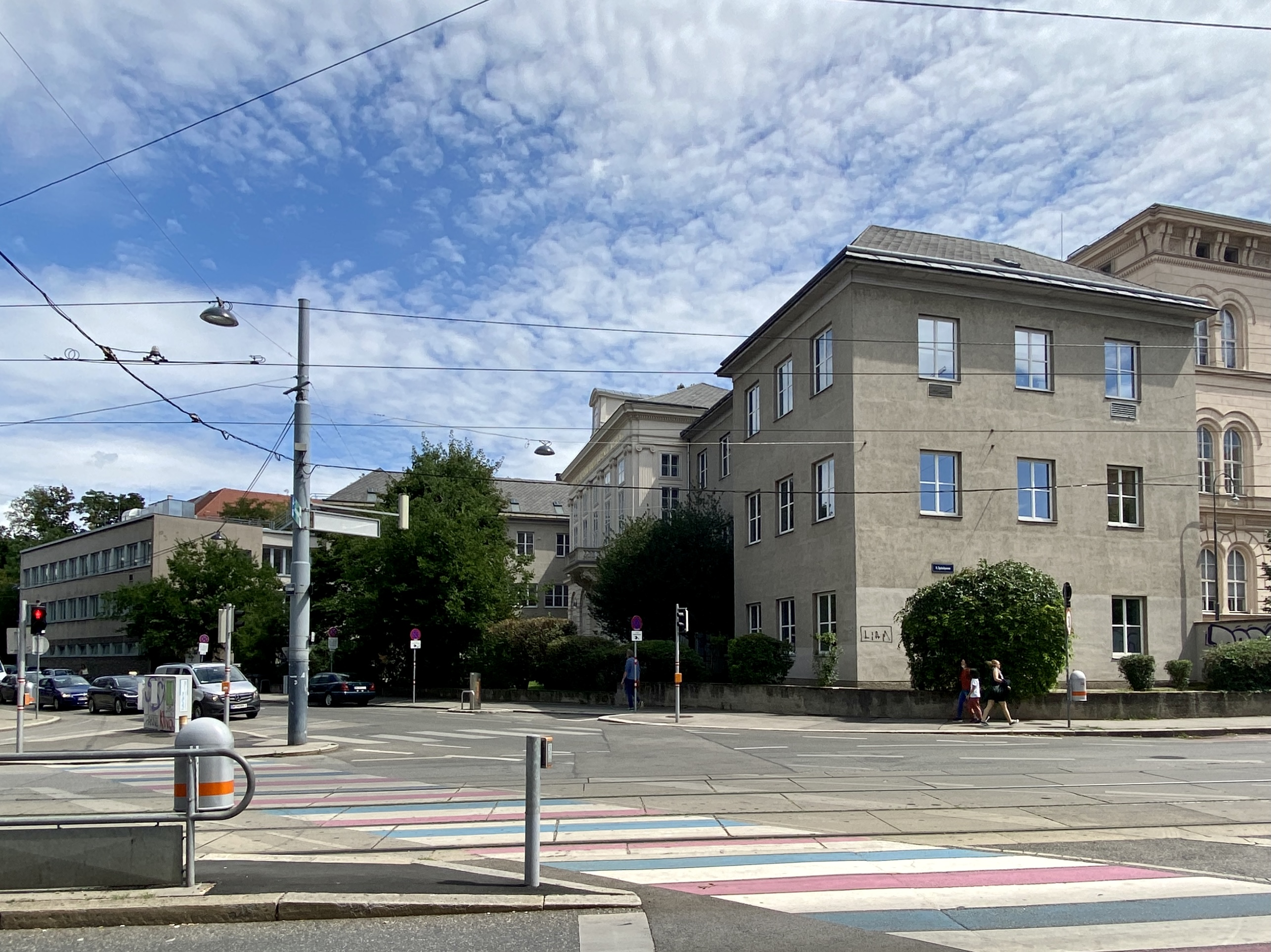
Zentrum für Gerichtsmedizin in der Sensengasse

Das Zentrum für Gerichtsmedizin oder früher das Department für Gerichtsmedizin oder früher Institut für Gerichtliche Medizin der Medizinischen Universität Wien wurde 1805 gegründet und ist damit das älteste gerichtsmedizinische Institut im deutschen Sprachraum. Es zählt zu den ältesten diesbezüglichen Instituten der Welt.

## Vorgänger

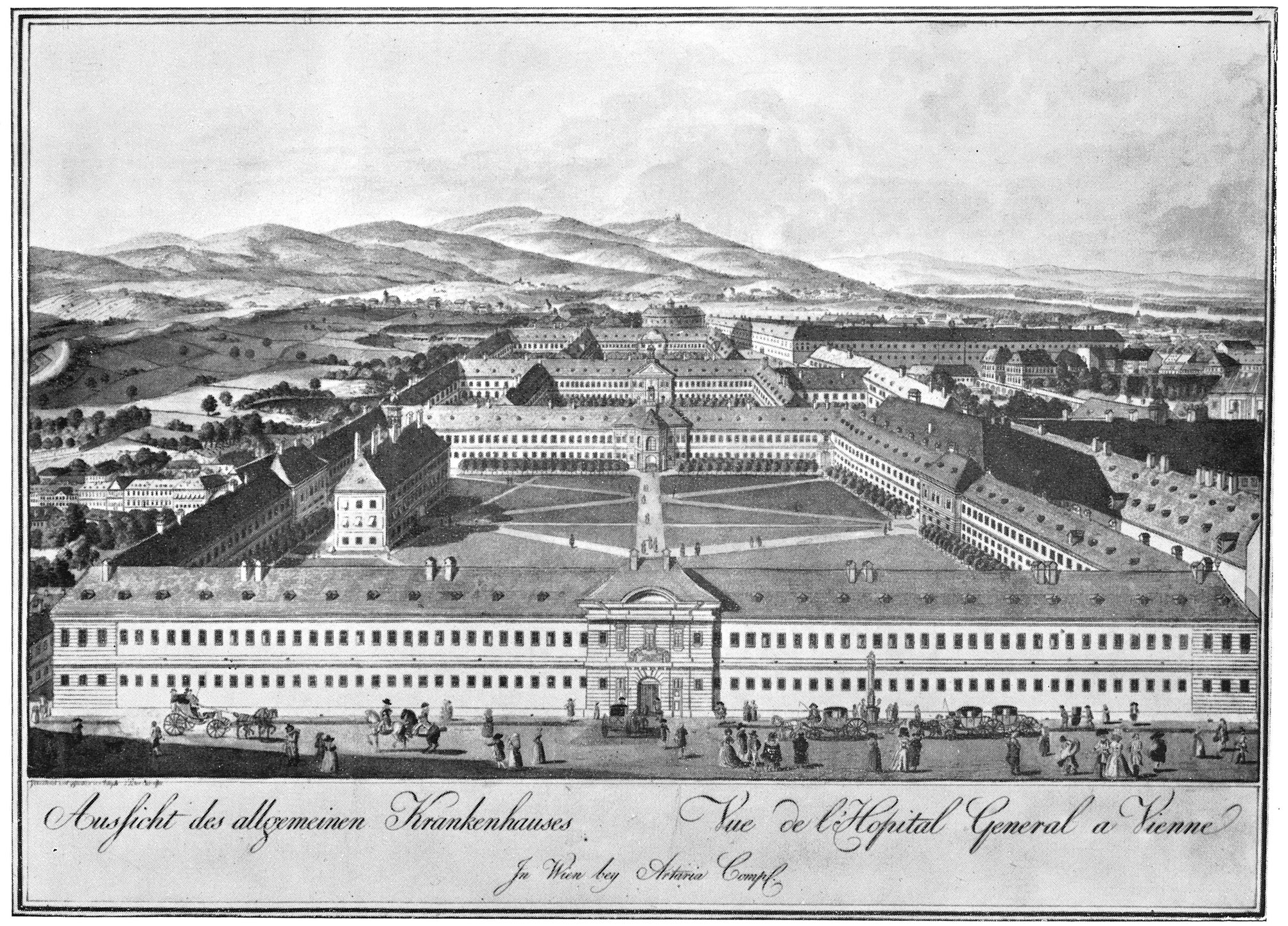
Das AKH Wien im Jahre seiner Eröffnung 1784

Die 1532 erlassene Peinliche Halsgerichtsordnung (Constitutio Criminalis Carolina) Kaiser Karls V. enthält bereits Vorschriften, denen zufolge Ärzte bei medizinischen Fragen innerhalb der Rechtsprechung hinzugezogen werden sollen. Dies wurde 1768 in der Constitutio Criminalis Theresiana für alle österreichischen Erblande verbindlich festgeschrieben. Obduktionen im heutigen Sinne wurden 1770 eingeführt. Die Obduzenten mussten bereits Abschlüsse der Medizinischen Fakultät vorweisen können. 1784 wurde das Allgemeine Krankenhaus (AKH) (Wien-Alsergrund) eröffnet. Die behördlichen Leichenöffnungen fielen nun ins Aufgabenspektrum der Wundärzte des Hospitals. Die eigentliche Sektion führte aber weiterhin der Stadtwundarzt durch.

## Geschichte

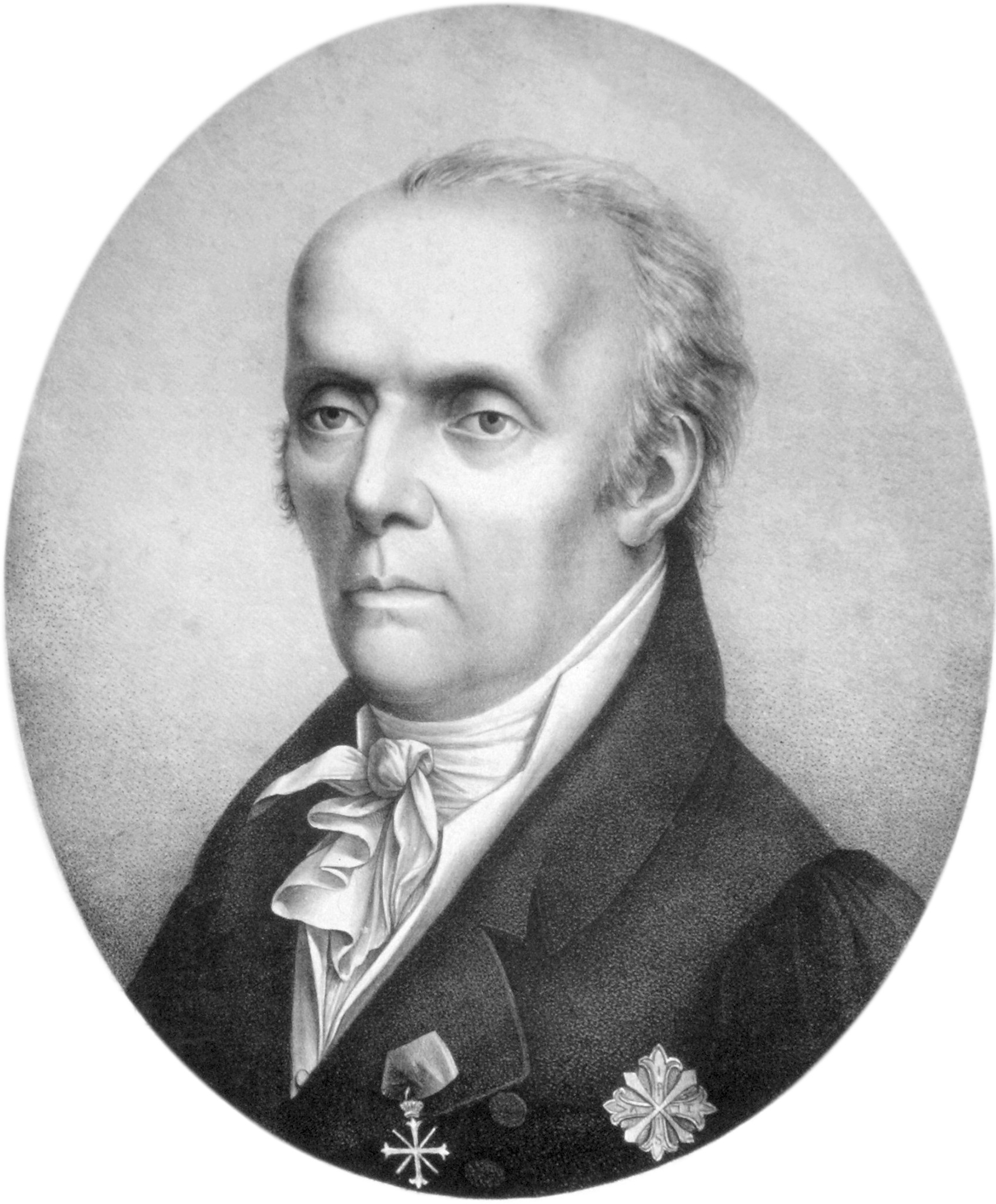
Johann Peter Frank 1819

Hervorgegangen ist das Department wie andere gerichtsmedizinische Institute (beispielsweise in Berlin) aus der so genannten Staatsarzneykunde. Dieses Fach war in Wien vom Direktor des Allgemeinen Krankenhauses, Johann Peter Frank, gegründet worden. Kaiser Franz I. von Österreich (Regierungszeit 1804–1835) ließ 1804 eine eigene Lehrkanzel für Staatsarzneykunde einrichten, aus der am 24. Februar 1805 die Lehrkanzel für gerichtliche Medizin hervorging. Erster Vorstand wurde Ferdinand Eberhard Vietz. Vietz hielt sowohl medizinische als auch juristische Vorlesungen. Die neue Studienrichtung wurde Prüfungsfach an der Medizinischen und der Juristischen Fakultät. Ab 1808 übernahm der jeweilige Lehrstuhlinhaber für gerichtliche Arzneykunde die Oberleitung der Obduktionen. Hierbei durften auch Studenten zugegen sein. Ab 1812 wurden alle gerichtlichen Obduktionen in Wien und seinen Vorstädten im AKH durchgeführt.
Zweiter Ordinarius für gerichtliche Medizin wurde Josef Bernt, während dessen Amtszeit die medizinisch-gerichtliche Unterrichtsanstalt mit Sezierraum und Amphitheater zur Leichenöffnung eingerichtet wurde. Damit war der Grundstein für das Wiener Institut für Gerichtliche Medizin gelegt. Bernt wurde 1815 als Beschaumeister von den städtischen Behörden vereidigt und damit Sachverständiger im heutigen Sinne. Seine Nachfolger waren Jakob Kolletschka (1843–1847) und Johann Dlauhy (bis 1875). Dlauhy bezog 1862 gemeinsam mit Carl Freiherr von Rokitansky das neu errichtete einstöckige Institutsgebäude. Im ersten Stock befanden sich die Arbeitsräume mit einem chemischen Laboratorium sowie ein Museum, im Parterre der gerichtliche Sektionsraum, die gerichtliche Beisetzungskammer und ein Kommissionszimmer.

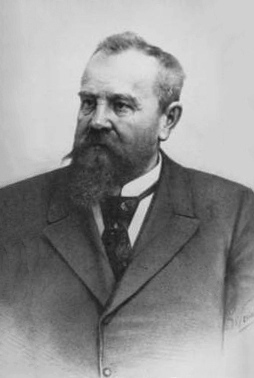
Eduard von Hofmann um 1875

Dlauhys Nachfolger wurde Eduard Ritter von Hofmann, der den Lehrstuhl 1875 übernahm und bis zu seinem Tod 1897 leitete. Während seiner Amtszeit wurden die Bereiche gerichtliche Medizin und Hygiene getrennt. Hofmann seinerseits integrierte die gerichtlichen und sanitätspolizeilichen Leichenöffnungen in den gerichtsmedizinischen Bereich. Während seiner Amtszeit wurde das Gerichtsmedizinische Institut 1883 erweitert. Dazu erhielt das Pathologische Institut ein zweites Stockwerk, zusätzlich wurde ein Hörsaalanbau errichtet. Die Arbeitsräume wurden in den ersten Stock, das Museum in den zweiten Stock verlegt. Hofmann war auch der Verfasser des zu seiner Zeit bedeutendsten Lehrbuchs für Gerichtliche Medizin, das 1878 erstmals erschien. Es wurde ins Französische, Italienische, Spanische und Russische übersetzt.
Wichtigste Ereignisse in Hofmanns Amtszeit waren der Ringtheaterbrand am 8. Dezember 1881, der über 400 Opfer forderte, sowie der ungeklärte Selbstmord von Kronprinz Rudolf am 30. Januar 1889. Aufgrund der tragischen Ereignisse von 1881 wurde die Wiener Freiwillige Rettungsgesellschaft gegründet. Das Unglück führte zu wichtigen neuen Erkenntnissen in der gerichtlichen Medizin, wie etwa der tödlichen Folgen von Rauchgasvergiftungen. Bei der Untersuchung der vielen Leichen wurde bereits die Ermittlung des Zahnstatus durchgeführt, bis heute ein probates Mittel zur Feststellung der Identität verstümmelter Leichen.
Nächster Lehrstuhlinhaber wurde der pathologische Anatom Alexander Kolisko. Sein Spezialgebiet war die Pathologie des plötzlichen Todes. Die kriminalistische Seite des Faches, die Tätigkeit bei Gericht und die Vorlesung für Juristen überließ er seinem Assistenten Albin Haberda. Als 1916 der Lehrstuhl für pathologische Anatomie frei wurde, kehrte Kolisko dorthin zurück und Haberda erhielt die Berufung zum Ordinarius für Gerichtliche Medizin.
Nach dem Ende des Ersten Weltkriegs wurde 1922 das nördlich angrenzende, ehemalige Militärpathologische Institut des Garnisonsspitals frei. Es wurde durch eine erneute bauliche Erweiterung in das Institut integriert. Sitz des Instituts ist seitdem die Sensengasse 2.
Auf Haberda folgte Anfang Dezember 1933 kommissarisch Anton Werkgartner und Anfang 1935 offiziell Fritz Reuter, der nach dem Anschluss Österreichs Ende Mai 1938 von den neuen NS-Machthabern in den Ruhestand versetzt und im September 1938 seines Amtes offiziell enthoben wurde. Von Herbst 1938 bis zum Mai 1945 hatte Philipp Schneider den Lehrstuhl für gerichtliche Medizin inne und war somit Leiter des Wiener Instituts für Gerichtliche Medizin in der Sensengasse Nr. 2, das ab 1943 Institut für Gerichtliche Medizin und Kriminalistik hieß. Reuter konnte erst nach der Befreiung vom Nationalsozialismus 1945 an die Universität zurückkehren. Reuter richtete das institutseigene Chemielaboratorium ein. Reuters Nachfolger war 1946 dessen ehemaliger Assistent Walter Schwarzacher, Gründungsordinarius des Heidelberger Instituts für Rechtsmedizin. Leopold Breitenecker amtierte als Lehrstuhlinhaber von 1958 bis 1973. Während seiner Amtszeit wurde der alte Gebäudebestand generalsaniert, die Seitentrakte wurden um ein Stockwerk erhöht, ein modernes Laboratoriumsgebäude wurde angefügt. Breitenecker ließ zwei neue Abteilungen einrichten: die Serologie und die Anthropologie. Auf Breitenecker folgte sein Schüler Wilhelm Holczabek, der den Lehrstuhl von 1973 bis 1989 führte. 1989 bis 2003 amtierte Georg Bauer als provisorischer Vorstand des Instituts. Als neue Abteilung wurde nun die Molekularbiologie eröffnet. 2004 wurde Manfred Hochmeister neuer Vorstand des Departments für Gerichtliche Medizin der Medizinischen Universität Wien. Seitdem wurde ein zentrales DNA-Labor in Wien eingerichtet, und ein weiterer Neubau zur Erweiterung des Instituts geplant. 2005 folgte Hans Goldenberg, Vorstand des Institutes für Medizinische Chemie, als provisorischer Leiter, seit 2010 ist Daniele U. Risser mit der Leitung des Department betraut. Seit 2024 ist Nikolaus Klupp der Leiter des Zentrums für Gerichtsmedizin. 
Nach zweijähriger Pause, mit einigen Umbauarbeiten im ersten Stock, werden seit 2010 wieder Leichen im Department seziert. Jedoch sind dies nur Staatsanwaltlich angeordnete Obduktionen. Um einen wirklichen Vollbetrieb (wieder) einzurichten bräuchte es größere und moderne Räumlichkeiten, jedoch gibt es bis dato keine Einigung zwischen Stadt Wien und Republik Österreich über eine mögliche Finanzierung. Seit 2019 wurde wieder mit der Ausbildung von Fachärzten begonnen.

## Das Gerichtsmedizinische Museum

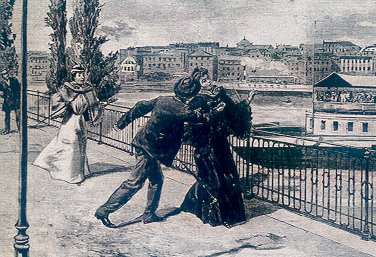
Die Ermordung der Kaiserin Elisabeth durch Luigi Lucheni 1898 in Genf

Die Entstehung des Gerichtsmedizinischen Museums im denkmalgeschützten Zentraltrakt des Hauptgebäudes geht auf J. Frank zurück. 1796 wurde auf Franks Initiative hin eine Verordnung erlassen, dass die Ärzte des AKH jedes Präparat an das Pathologie-Anatomische Museum des heutigen Instituts für Pathologie abliefern sollten. Der gerichtsmedizinische Ordinarius Hofmann erreichte es, die gerichtsmedizinischen Präparate der Pathologischen Sammlung für sein Institut zu bekommen und gründete damit ein eigenständiges Museum, das sich seit 1922 im Institutsgebäude der Gerichtsmedizin (Sensengasse 2) befindet und mehr als 2000 Präparate umfasst, die vorwiegend bei sanitätspolizeilichen und gerichtlichen Leichenöffnungen anfielen. Die umfangreiche Sammlung von Tatwerkzeugen, von primitiven Instrumenten früherer Jahrhunderte bis hin zu neuesten Waffen, lässt die Kriminalgeschichte der jüngeren Vergangenheit plastisch auferstehen. Darunter ist beispielsweise auch die Feile, mit der Kaiserin Elisabeth (Sisi) am 10. September 1898 in Genf ermordet wurde.